# Toromones
Els toromones ón un poble indígena de Bolívia classificat com a poble aïllat. Es creu que un escàs número de toromonas viu prop de l'alt riu Madidi i del riu Heath al nord-oest de Bolívia. Per resolució administrativa n.° 48/2006 de 15 d'agost de 2006, va ser creada una "reserva exclusiva i inviolable" en una porció del parc nacional Madidi del departament de La Paz per a protegir els toromonas que hi poguessin existir. La majoria de la superfície del parc roman encara inexplorada.
Des de la promulgació del decret suprem núm. 25894 l'11 de setembre de 2000 el toromona -una de les llengües tacanes- és una de les llengües indígenes oficials de Bolívia, el que va ser inclòs en la Constitució Política en ser promulgada el 7 de febrer de 2009. Ethnologue estima en uns 200 parlant del toromona en 2004 i la Promotora Espanyola de Lingüística en 25.
Els censos bolivians de 2001 i de 2012 no van registrar població toromona.

## Història
Cap no natiu ha contactat formalment a aquesta tribu. Durant la colonització espanyola, els espanyols van trobar dificultats per establir-se en l'àrea de la conca de l'Amazones, on el seu objectiu principal era trobar un lloc secret anomenat Paititi, un suposat amagatall dels tresors més grans que els inques ocultaven als espanyols. Hi ha alguns registres històrics que confirmen que els inques van segellar túnels subterranis en cerimònies rituals. Les llegendes i cròniques diuen que els toromones eren aliats dels inques i els van ajudar a amagar els seus tresors. El pare Miguel Cavello Balboa va escriure sobre una ciutat d'or i va descriure Paititi com un lloc protegit per dones guerreres; també va esmentar la tribu toromona amb notes que no tenien pietat en matar. La desaparició d'espanyols que buscaven els tresors va ser llavors atribuïda als toromones i entre els tacanes se'ls atribueixen desaparicions.
Els toromonas es trobaven des de fa diversos segles entre els rius Madre de Dios, Toromona i el rierol Asunta a les províncies Iturralde i Manuripi del departament de Pando, a l'àrea de la triple frontera amb el Perú i amb el departament de La Paz. En la dècada de 1980 eren unes poques famílies amenaçades per petroliers, fusters i cautxers i es creu que aquests colons els van extingir. Es dedicaven al cultiu del blat de moro, llegums i carabasses, a la caça i a la pesca. Encara que van adoptar la cria d'alguns bestiars i ocells de corral per contacte amb altres cultures, mai van tenir un contacte formal amb l'Estat bolivià.
L'explorador britànic Percy Harrison Fawcett va desaparèixer en l'àrea en 1911. El biòleg noruec Lars Hafskjold va buscar exhaustivament als toromonas i es va fer molt famós per la seva desaparició en algun lloc de la regió del parc Madidi en 1997. En els anys 2000, 2001 i 2003 l'argentí Pablo Cingolani i l'antropòleg Álvaro Díaz Astete expedicionaron al parc nacional Madidi a la recerca de Hafskjold, sense trobar-lo ni trobar toromones, encara que sí possibles rastres de la seva existència a la vall del riu Colorado. Per aquesta raó va ser creada en 2006 una reserva per a ells i es va prohibir noves expedicions.
Es creu que els toromonas han estat vists ocasionalment per altres pobles indígenes de la regió. En el segle XXI l'antropòleg Michael Brohan va ser informat per membres de la tribu araona que s'havien contactat amb un grup en aïllament voluntari en la riba oriental del riu Manurini, que parlaven toromona o un dialecte gairebé inintel·ligible de l'araona.
Existeix un poblat que porta el nom de Toromona, però està habitat per criolls.